# Tarsicio
San Tarsicio, también conocido como «Mártir de la Eucaristía»,o Tarcisio (forma con metátesis de Tarsicio) fue un joven que murió martirizado, apedreado defendiendo un sagrario en su pecho, en la Vía Apia de Roma en torno al año 267 o 268 d. C., durante el gobierno del emperador Valeriano. 
Se conoce que tuvo una vida santa. El primer testimonio escrito que relata su historia es la inscripción esculpida en su tumba por mandato del papa Dámaso I, obispo de Roma entre 366 y 384. Tarsicio, es venerado como patrono de los acólitos y monaguillos. El Martirologio romano lo celebraba el 15 de agosto.

## Contexto histórico
En el año 258, César Publio Licinio Valeriano Augusto, más conocido como Valeriano regía el Imperio romano. El emperador Valeriano ya era conocido entre los cristianos por proclamar edictos de persecución en los que se prohibía el culto cristiano y las asambleas, y se ordenaba la confiscación de los cementerios donde a menudo se reunían. Las motivaciones de Valeriano, alegadas por su propio procurator summarum rationum (procurador del patrimonio imperial) Macriano, eran hasta entonces inéditas: intentaba subsanar en parte el déficit estatal con los bienes de los cristianos. En el edicto de agosto de 257, Valeriano «prohibió el culto cristiano, obligando al clero a sacrificar a los dioses so pena de destierro» (Actas de Cipriano). Un año más tarde (agosto de 258), un Senadoconsulto amplió el edicto al prescribir:

«[...] Los obispos, presbíteros y diáconos deben ser inmediatamente ejecutados; los senadores, nobles y caballeros, perdida su dignidad, deben ser privados de sus bienes, y si aun así continúan siendo cristianos, sufran la pena capital. Las matronas, despojadas de sus bienes, sean desterradas. Los cesarianos [libertos del césar] que antes o ahora hayan profesado la fe, confiscados sus bienes, y con el registro [marca de metal] al cuello, sean enviados a servir a los dominios estatales.»
Carta 80 de Cipriano a Suceso

Como resultado de ese edicto fueron martirizados en Roma los papas Esteban I (254-257) y Sixto II (257-258), y varios diáconos suyos, entre ellos el popular san Lorenzo, mientras que en África fue decapitado un referente indiscutido, el obispo Cipriano de Cartago.

## Hagiografía de Tarsicio
El nombre «Tarsicio» proviene del latín (tarsus, valor) y significa «valeroso». Considerando la perspectiva geográfica, el nombre significa «el que nació en Tarso», ciudad que luego de la conquista romana fuera capital de la provincia de Cilicia.
San Tarsicio fue un joven convertido al cristianismo a mediados del siglo III, que colaboraba como acólito de la Iglesia de Roma en las catacumbas durante la persecución a los cristianos por parte de la administración del emperador Valeriano.

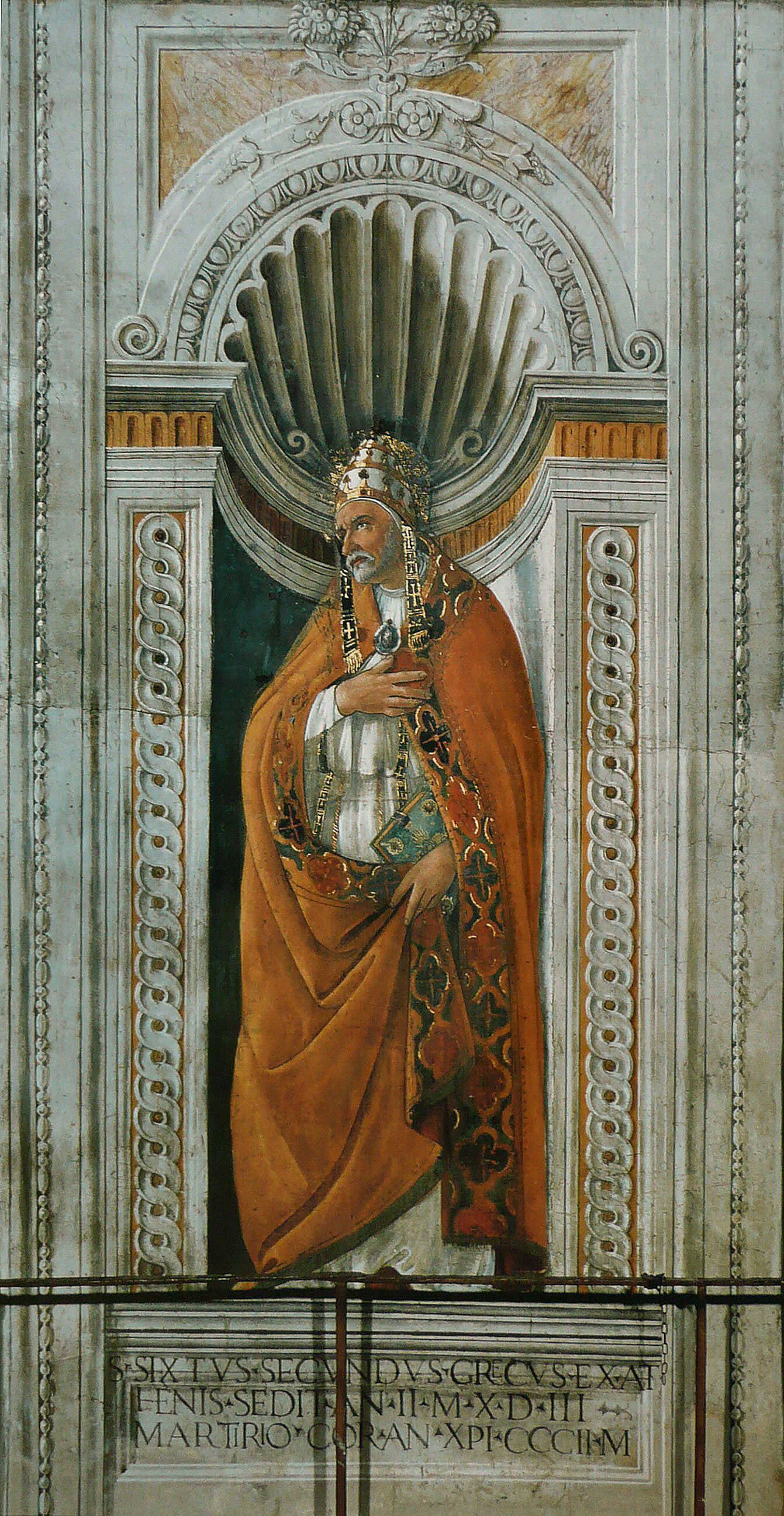
Papa Sixto II (1480), por Sandro Boticelli. Capilla Sixtina, Ciudad del Vaticano

Después de participar en una Misa en las catacumbas de San Calixto fue comisionado por el obispo de Roma, Sixto II (257-258) para llevar la eucaristía a los cristianos que estaban en la cárcel, prisioneros por proclamar su fe en Cristo. Por la calle se encontró con un grupo de jóvenes paganos que le preguntaron qué guardaba bajo su manto. Tarsicio se negó a decir, y los otros lo atacaron con piedras y palos, posiblemente para robar lo que llevaba. El joven prefirió morir antes que entregar lo que él consideraba un tesoro sagrado. Otros detalles más legendarios indican que, cuando estaba siendo apedreado, habría llegado un soldado llamado Cuadrato, catecúmeno cristiano, quien reconoció a Tarsicio y alejó a los atacantes. Tarsicio le habría encomendado antes de morir que llevara la comunión a los encarcelados en lugar suyo.

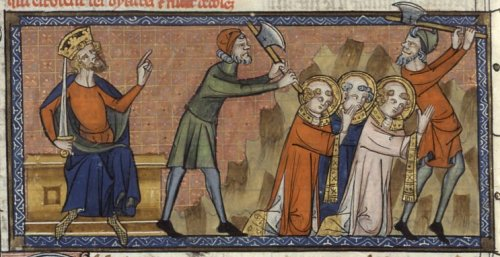
El martirio del papa Sixto II y sus diáconos. Imagen del, tomada de Vies de saints (París, Francia, 185, Fol. 96v)

El Martirologio romano manifiesta lo siguiente: «En Roma, en la Vía Apia fue martirizado Tarsicio, acólito. Los paganos lo encontraron cuando transportaba el sacramento del Cuerpo de Cristo y le preguntaron qué llevaba. Tarsicio quería cumplir aquello que dijo Jesús: «No arrojen las perlas a los cerdos», y se negó a responder. Los paganos lo apedrearon y apalearon hasta que exhaló el último suspiro pero no pudieron encontrar el sacramento de Cristo ni en sus manos, ni en sus vestidos. Los cristianos recogieron el cuerpo de Tarsicio y le dieron honrosa sepultura en el cementerio de Calixto».
Poco después, según el Martirologio romano, el papa Sixto II también fue detenido durante la celebración de la Misa en el cementerio de Pretextato, y fue martirizado decapitado junto con los diáconos Januarius, Vincentius, Magnus y Stephanus, que lo acompañaban en la celebración eucarística. Al mismo tiempo sufrieron el martirio los diáconos san Felicísimo y Agapito, y poco tiempo después el diácono san Lorenzo.

## El epitafio ordenado por Dámaso I
Sobre la tumba de Tarsicio, el papa san Dámaso I mandó grabar un epitafio con forma de poema, que constituye hoy la principal evidencia, de carácter epigráfico honorífico-funerario, que testifica la existencia de Tarsicio.
En el poema, el autor se dirige al lector que lee esas líneas, invitándolo a recordar que el mérito de Tarsicio es muy parecido al del diácono san Esteban, y a ellos dos quiere honrar ese epitafio.

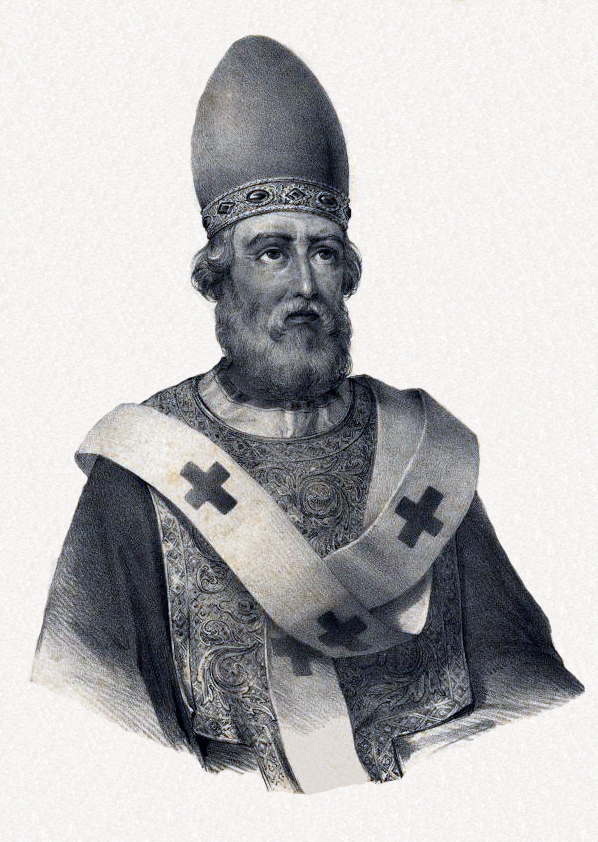
San Dámaso I, por cuyo mandato se grabó en la tumba de Tarsicio el epitafio indicativo de la forma en que murió.

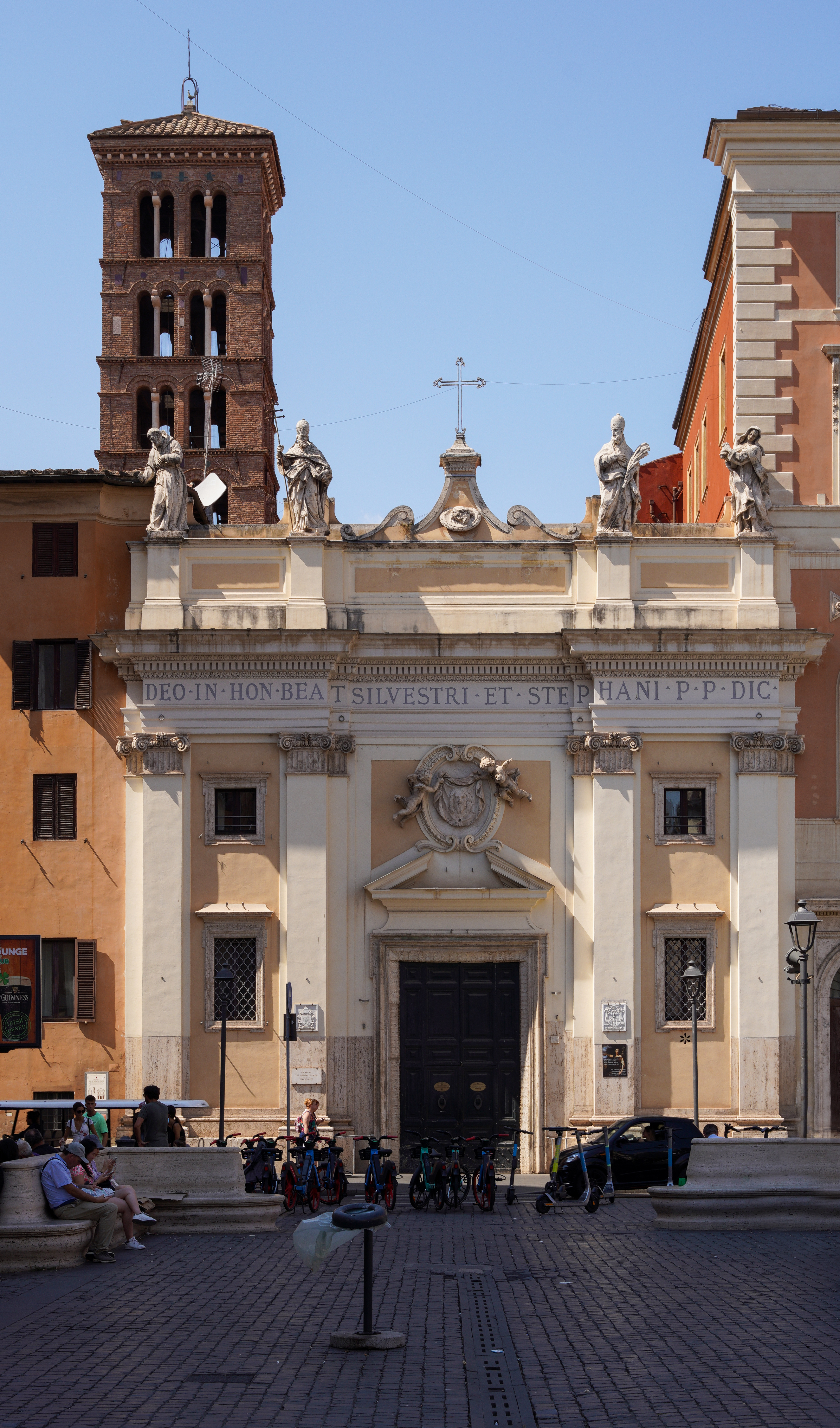
La iglesia de San Silvestre in Capite se atribuye la guarda de las reliquias de Tarsicio.

El poema refiere que san Esteban fue muerto bajo una tempestad de pedradas por los enemigos de Cristo, a los cuales exhortaba a volverse mejores. Señala además que mientras Tarsicio llevaba el sacramento de Cristo fue sorprendido por unos impíos que trataron de arrebatarle su tesoro para profanarlo. Finalmente, señala que prefirió morir y ser martirizado, antes que entregar a los «perros rabiosos» la eucaristía.
El epitafio, que compara la muerte de Tarsicio con la de Esteban el protomártir, es indicativo de que, en efecto, Tarsicio habría muerto lapidado tal como indica el martirologio.
Hoy no existe una identificación plena de su sepultura, aunque la iglesia de San Silvestre in Capite, una basílica menor de Roma, se atribuye poseer sus reliquias.
San Tarsicio fue celebrado el 15 de agosto. En la actualidad, la Iglesia católica reserva esta fecha para la celebración de la solemnidad de la Asunción de María. San Tarsicio no se menciona en el calendario litúrgico actual, sólo en el Martirologio romano.

## Patrón
En el catolicismo, san Tarsicio es el patrono de los acólitos y ministros de la Eucaristía, además de aquellas personas que reciben la primera comunión. También es el patrono de los niños "aspirantes" de la Acción Católica. 

## Tarsicio en las artes

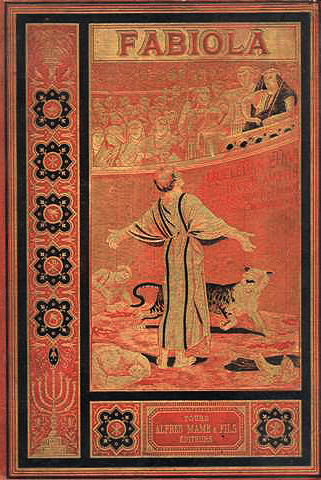
Tapa de la novela Fabiola, o la Iglesia de las catacumbas, en su edición de 1893. En esta novela, Tarsicio es presentado como un joven acólito.

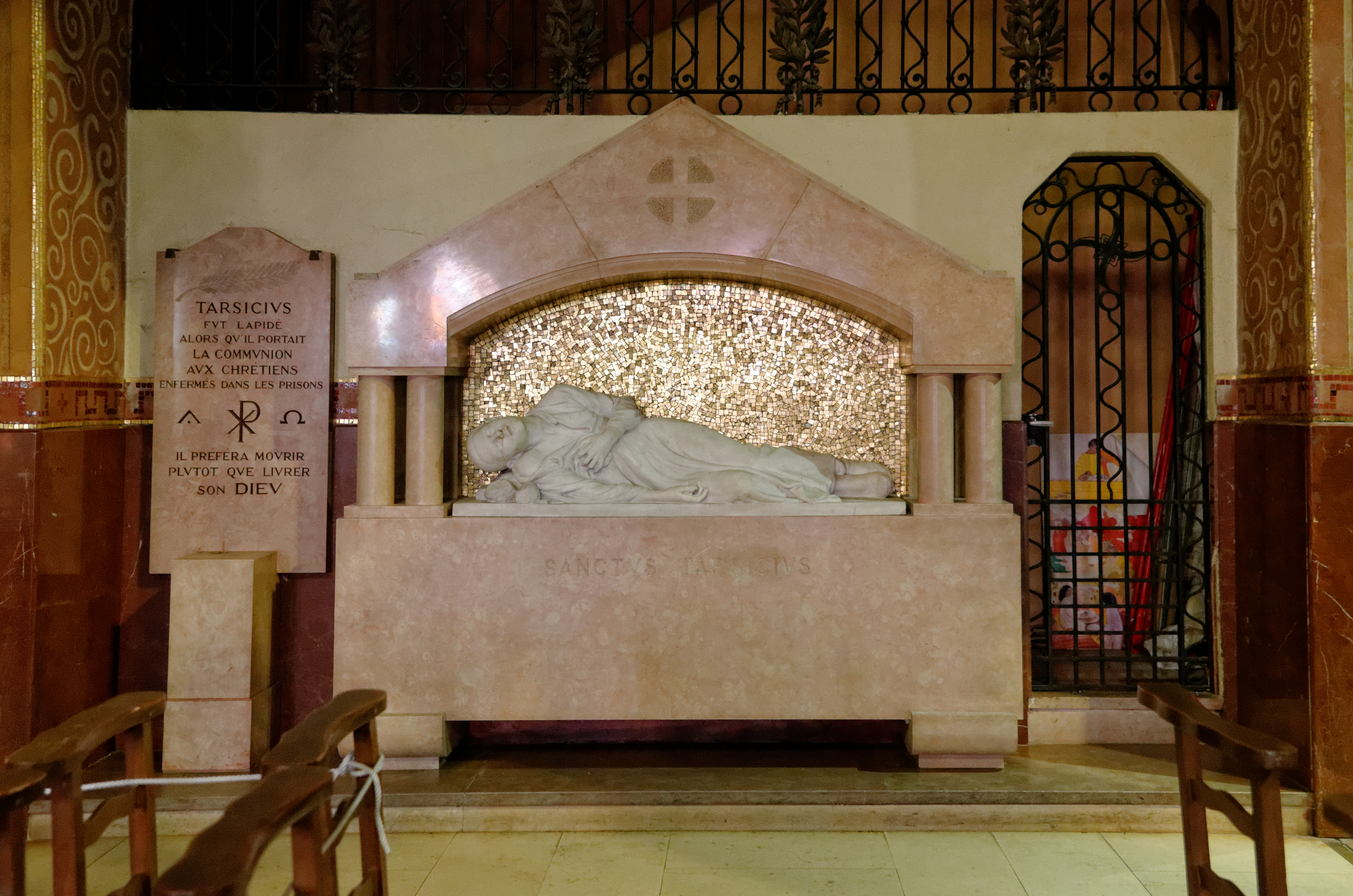
Imagen yacente de san Tarsicio, en la iglesia del Sagrado Corazón (Dijon, Côte d'Or, Borgoña, Francia).

La historia de Tarsicio fue divulgada por el cardenal Nicholas Wiseman, quien lo describió como un joven acólito en su novela Fabiola, o la Iglesia de las catacumbas, publicada en su primera edición en 1854. La amplia divulgación de ese libro fue causa de la renovación y ampliación del culto a Tarsicio. Fue la lectura de esa novela la que inspiró a su vez otras representaciones, como la del escultor francés Falguière.
Tarsicio es el protagonista de la novela infantil-juvenil Tarsicio y los leones, publicada en 2023 por Alexia Editorial.
Alexandre Falguière (1831-1900), quien ya era famoso desde que en 1864 presentara en el salón su obra Vencedor del combate de gallos (museo de Orsay), presentó cuatro años más tarde la escultura Tarsicio, mártir cristiano (Tarsicius, martyr chrétien) (véase la obra en la ficha, al inicio de este artículo). La acogida que tuvo esta escultura confirmó el éxito de Falguière. La obra fue adquirida por el Estado francés.
Falguière eligió para la representación el momento en que el joven Tarsicio, con una vestimenta drapeada, muere bajo los golpes de las piedras. El epitafio, redactado por el papa Dámaso I, visible en las catacumbas de San Calixto en Roma, está retranscrito en la base de la escultura. Las piedras ubicadas detrás sugieren el suplicio por lapidación. La obra hace referencia a los mártires neoclásicos, como el joven Bara pintado por Jacques-Louis David en 1794 (museo Calvet, Aviñón). Esta escultura de Falguière supo seducir en su época: las ediciones de esta obra fueron numerosas, incluidos los grabados y las fotografías. 
En Roma, en la basílica San Lorenzo fuori le Mura, se puede admirar una estatua ilusionista de Tarsicio, parecida al mármol de Falguière, pero con una expresión más doliente.